# 大水口宿禰
大水口宿禰（おおみなくちのすくね/おおみくちのすくね）は、『日本書紀』等に伝わる古代日本の人物。
穂積臣（穂積氏）の遠祖とされる。『古事記』に記載はない。

## 系譜
系譜に関して『日本書紀』、『古事記』に記載はない。
『新撰姓氏録』「左京神別　天神　穂積臣」条では、伊香賀色雄（伊我男命）と新河小楯姫命の子とも、神饒速日命の六世孫とも伝える。
一方、『先代旧事本紀』「天孫本紀」や「物部」系図では出石心大臣命（いずしこころのおおおみのみこと、饒速日尊三世孫）と新河小楯姫の子と記され、系譜に異同がある。なお、同書では伊香色雄命（伊香賀色雄）は饒速日尊六世孫とされる。
子に関して史書では明らかでない。

## 記録
『日本書紀』崇神天皇7年8月7日条によると、大水口宿禰は倭迹速神浅茅原目妙姫（倭迹迹日百襲姫命）・伊勢麻績君（いせのおみのきみ）とともに同じ夢を見て、大物主神（のちの大神神社祭神）と倭大国魂神（のちの大和神社祭神）の祭主をそれぞれ大田田根子命と市磯長尾市にするよう告げられた旨を天皇に奏上した。
また、同書垂仁天皇25年3月条では「一云」の中で、倭大神が大水口宿禰に神憑り、倭大神を祀ることを告げたことが記されている。

## 後裔

### 氏族
『日本書紀』では、大水口宿禰について穂積臣遠祖としている。
また『新撰姓氏録』では、次の氏族が後裔として記載されている。
- 左京神別 天神 穂積臣 - 伊香賀色雄男の大水口宿禰の後。
- 右京神別 天神 采女朝臣 - 石上朝臣同祖。神饒速日命六世孫の大水口宿禰の後。

『先代旧事本紀』「天孫本紀」でも、同様に穂積臣・采女臣の祖である旨が記載されている。
2013年より金吾龍神社の宮司を務める水口結貴が、大水口宿禰の後裔（88世大水口宿禰）を名乗っている。大水口宿禰と金吾龍神社との関わりは16世紀に遡るとしているほか、大水口宿禰は、中世に消滅しかけたアラハバキ信仰の庇護者であるとしている。

### 国造
『先代旧事本紀』「国造本紀」には、次の国造が後裔として記載されている。
- 末羅国造 - 志賀高穴穂朝（成務天皇）の御世に穂積臣同祖の大水口足尼の孫の矢田稲吉を国造に定める。のちの肥前国松浦郡周辺にあたる[7]。